# Jan Wornar
Jan Wornar (* 7. Dezember 1934 in Horka; † 20. Mai 1999 in Räckelwitz) war ein sorbischer Schriftsteller.

## Leben
Jan Wornar, Sohn eines Steinspellers, ging in Crostwitz, Varnsdorf und in Bautzen zur Schule. Nach dem Abitur studierte er von 1953 bis 1957 in Leipzig Sport an der DHfK und Sorabistik an der Karl-Marx-Universität. Ab 1958 arbeitete er als Lehrer an der Sorbischen Oberschule  in Bautzen, ab 1974 dann an der sorbischen Schule in Ralbitz.
Als Schriftsteller verfasste Wornar vor allem sorbische Kinder- und Jugendbücher. Eines seiner erfolgreichsten Bücher war Čapla a Hapla (1969; deutsch als Im Lande des Riesen), in dem der Junge Čapla und das Pferd Hapla eine Reise durch die sorbische Sagenwelt unternehmen. Daneben entstanden Hörspiele und Kinderstücke sowie Übersetzungen ins Obersorbische. Einige seiner Bücher wurden ins Deutsche, Tschechische, Ukrainische, Litauische und Polnische übersetzt.
Wornar erhielt 1970 und 1981 den Literaturpreis der Domowina sowie 1988 den Ćišinski-Preis. Im Jahr 1987 wurde er zum Vorsitzenden des Arbeitskreises sorbischer Schriftsteller im Schriftstellerverband der DDR gewählt.

## Werke
- Opium. Illustrationen von Harri Förster. Domowina, Bautzen 1965.
- Wajchtar trubi. Illustrationen von Harri Förster. Domowina, Bautzen 1967.
- Čapla a Hapla. Bajka z našich dnjow. Illustrationen von Harri Förster. Domowina, Bautzen 1969. 
 deutsche Ausgabe: Im Lande des Riesen. Ein Märchen aus unseren Tagen. Domowina, Bautzen 1971.
- Dypornak ma ptačka. Domowina, Bautzen 1974.
- Šěrikowe huslički. Illustrationen von Gertrud Zucker. Domowina, Bautzen 1978. 
 deutsche Ausgabe: Die Lärchengeige. Domowina, Bautzen 1978.
- Železny pjeršćeń. Illustrationen von Karl Fischer. Domowina, Bautzen 1980.
- Tři rjanolinki. Serbska bajka. Illustrationen von Gisela Röder. Domowina, Bautzen 1985. 
 deutsche Ausgabe: Die drei Schönen. Ein sorbisches Märchen. Domowina, Bautzen 1985.
- Njebudu mjelčeć. Ze žiwjenja Thälmanna. Domowina, Bautzen 1986.
- Rozpuće. Domowina, Bautzen 1986, ISBN 3-7420-0062-4.
- Mudra wudra a druhe powědki wo zwěrjatach. Illustrationen von Heinz-Helge Schulze. Domowina, Bautzen 1988, ISBN 3-7420-0273-2.
- Po wsy horje, po wsy dele. Powědki. Illustrationen von Božena Nawka-Kunysz. Domowina, Bautzen 1993, ISBN 3-7420-0801-3.
- Dźiwny stražnik w Sernjanach. Illustrationen von Gabriele Mothes. Domowina, Bautzen 1994, ISBN 3-7420-1575-3.
- Halo, tu je stonóžka. Illustrationen von Cleo-Petra Kurze. Domowina, Bautzen 1997, ISBN 3-7420-1730-6.
- Honač Heinrich. Illustrationen von Gabriele Mothes. Domowina, Bautzen 1998, ISBN 3-7420-1747-0.
- Bombi pyta lód. Illustrationen von Gabriele Mothes. Domowina, Bautzen 2002, ISBN 3-7420-1896-5.